# Spöke till salu
Spöke till salu är en svensk komedifilm från 1939 i regi av Ragnar Arvedson.

## Handling
Det grevliga paret Creutzerhjelm är på jakt efter ett riktigt spökslott. Därför har ägaren till slottet Skiöldeborg beslutat sig för att spela spöke för att på så vis kunna sälja sitt slott. Hon har tänkt spöka för greveparet redan när de anländer i bil men råkar istället spöka för en viss doktor Strömvall, byns nye läkare som blir så rädd att han kör i diket.

## Rollista i urval
- Hilding Gavle - greve Jan Casimir Creutzerhjelm
- Tollie Zellman - grevinnan Creutzerhjelm
- Karl-Arne Holmsten - doktor Kåre Strömvall
- Annalisa Ericson - Greta Skiöldebring, äger slottet Skiöldeborg
- Katie Rolfsen - Thea Brummel, licentiat
- Nils Poppe - inbrottstjuven "Kirre"
- Carl Reinholdz - inbrottstjuven "Snöret"
- Rune Carlsten - boven Simonsson
- Emil Fjellström -  slottsförvaltare Persson
- Anna-Lisa Baude - Matilda Persson
- Ragnar Widestedt - direktör Wisén